# 5-Hidroksi-2(5H)-furanon
5-Hidroksi-2(5H)-furanon je furanon koji se formira oksidacijom furfurala koristeći singletni kiseonik.

## Upotrebe
5-Hidroksi-2(5H)-furanon je potentan pesticid. On je isto tako gradivni blok mnoštva heterocikličnih jedinjenja.

## Hemijska svojstva
5-Hidroksi-2(5H)-furanon postoji u hemijskoj ravnoteži sa svojim izomerom, cis-β-formilakrilna kiselina, u prsten-lanac tautomerizmu:
Pod određenim uslovima jedinjenje se izomerizuje u sukcinski anhidrid. Nakon zagrevanja u jako baznom rastvoru (pH > 9) ovaj izomer se hidratiše do sukcinske kiseline.